# 米尔贝勒
米尔贝勒（法語：Mirebel，法語發音：[miʁbɛl]）是法国汝拉省的一个旧市镇，属于隆斯勒索涅区。2016年，米尔贝勒与临近的2个市镇合并为新市镇欧特罗什。

## 地理
米尔贝勒（46°41'53"N, 5°43'41"E）面积16.63 平方千米，位于法国勃艮第-弗朗什-孔泰大區汝拉省，该省份为法国东部内陆省份，北起上索恩省，西北接科多尔省，西临索恩-卢瓦尔省，南至安省，东与杜省和瑞士接壤。
与米尔贝勒接壤的市镇（或旧市镇、城区）包括：博讷方丹、博姆莱梅雪、沙蒂永、欧特罗什、格朗日叙博姆、拉马尔、安河畔蒙蒂尼、蓬迪纳瓦、韦尔日、沃维。

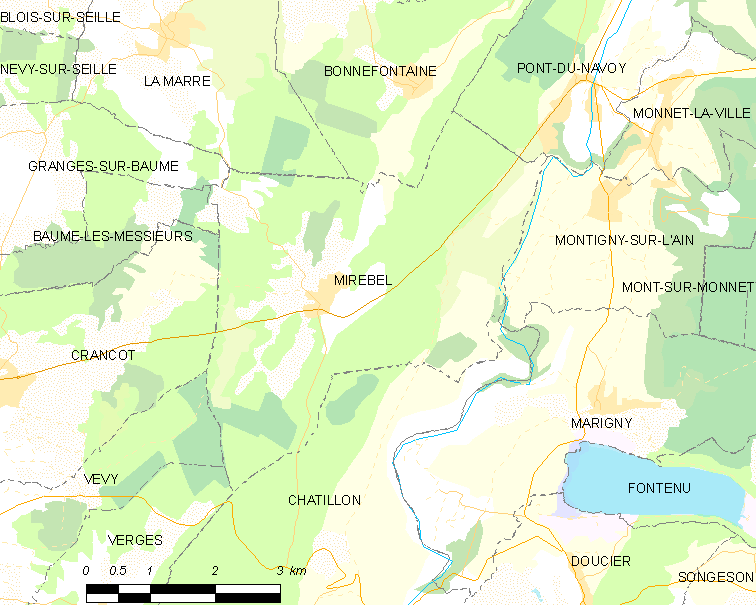
米尔贝勒的OSM定位图

米尔贝勒的时区为UTC+01:00、UTC+02:00（夏令时）。

## 行政
米尔贝勒的邮政编码为39570，INSEE市镇编码为39332。

## 政治
米尔贝勒所属的省级选区为波利尼县。

## 人口

1962-2008年间米尔贝勒人口变化图示

米尔贝勒于2018年1月1日时的人口数量为234人。